# Finlands håndboldlandshold (damer)
Finlands håndboldlandshold er det finlandske landshold i håndbold for kvinder som også deltager i internationale håndboldkonkurrencer.
Holdet har endnu ikke deltaget i EM eller VM i håndbold.